# Хук
„Хук“ е американски филм от 1991 г., режисиран от Стивън Спилбърг. Филмът е продължение на приключенията на Питър Пан, фокусирайки се върху порасналия Питър, който е забравил детството си. Сега името му е „Питър Банинг“ и е успешен корпоративен адвокат със съпруга и две деца. Капитан Хук отвлича децата му и той трябва да се върне в Небивалата земя, където да си върне младежкия дух и да предизвика стария си враг.
Филмът е заснет изцяло в затворено студио на Сони Пикчърс Студиос в Кълвър Сити, Калифорния. Получава много негативни отзиви от критиците, но е успех сред публиката, печелейки над 300 милиона долара.